# Mușchiul rotund mic

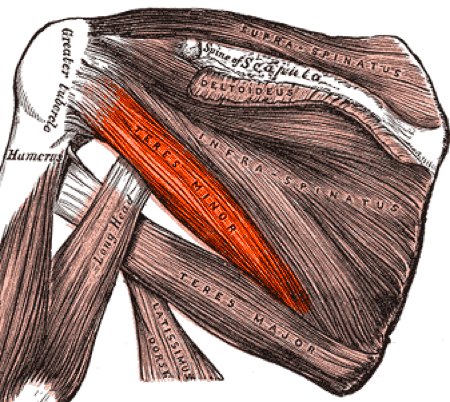
Mușchiul rotund mic (în roşu)

Mușchiul rotund mic (în roşu)

Muşchii rotatori laterali (în afară) ai brațului: mușchiul rotund mic şi mușchiul infraspinos

Mușchiul rotund mic (Musculus teres minor) este un mușchi mic așezat pe fața posterioară a toracelui, lateral de mușchiul infraspinos, cu care se poate confunda la prima vedere. Fibrele sale alcătuiesc un corp muscular subțire.

## Inserții
Are originea pe fața posterioară a scapulei (Facies posterior scapulae), pe partea superioară a marginii laterale a acesteia (Margo lateralis scapulae), pe septurile fibroase care îl separă de mușchiul infraspinos (Musculus infraspinatus) și mușchiul rotund mare (Musculus teres major) și pe fața profundă a fasciei infraspinoase (Fascia infraspinata). 
Mușchiul se îndreaptă oblic ascendent și lateral, merge paralel cu marginea inferioară a mușchiului infraspinos și se depărtează astfel de mușchiul rotund mare, trecând în spatele articulației scapulohumerale (Articulatio humeri) de a cărei capsulă aderă și se termină printr-un tendon pe fețișoara inferioară de pe tuberculul mare al humerusului (Tuberculum majus humeri).

## Raporturi
Mușchiul rotund mic este situat în același plan cu mușchiul infraspinos și mușchiul rotund mare, fiind încadrat de aceștia. El acoperă capul lung al tricepsului (Caput longum musculi tricipitis brachii) și este acoperit de mușchiul deltoid (Musculus deltoideus). La origine acest mușchi este situat imediat lângă rotundul mare (Musculus teres major), de care apoi se îndepărtează formând un spațiu triunghiular, numit triunghiul birondohumerotricipital (vezi mușchiul rotund mare).

## Inervația
Este inervat de nervul micului rotund, ram colateral din nervul axilar (Nervus axillaris).

## Acțiune
Este un rotator lateral (în afară) al brațului, ca și infraspinosul.